# خوزه سالسدو
خوزه سالسِـدو (انگلیسی: José Salcedo؛ ۱۹۴۹ – ۱۹ سپتامبر ۲۰۱۷) تدوین‌گر اهل اسپانیا بود که تدوین بیش از ۱۲۰ فیلم بلند را در کارنامه داشت. وی همچنین همکاری طولانی‌مدتی از سال ۱۹۸۰ تا زمان مرگش، با پدرو آلمودوار داشت.

## گزیدهٔ فیلم‌شناسی
- جولیتا (۲۰۱۶)
- خیلی هیجان‌زده‌ام (۲۰۱۳)
- پوستی که در آن زندگی می‌کنم (۲۰۱۱)
- آغوش‌های گسسته (۲۰۰۹)
- آلاتریست (۲۰۰۶)
- بازگشت (۲۰۰۶)
- ملکه‌ها (۲۰۰۵)
- تربیت بد (۲۰۰۴)
- با او حرف بزن (۲۰۰۲)
- وسوسه‌ام نکن (۲۰۰۱)
- همه چیز درباره مادرم (۱۹۹۹)
- جسم زنده (۱۹۹۷)
- گل اسرار من (۱۹۹۵)
- کیکا (۱۹۹۳)
- کفش پاشنه‌بلند (۱۹۹۱)
- منو ببند! (۱۹۸۹)
- زنان در آستانه فروپاشی عصبی (۱۹۸۸)
- قایقرانی با باد (۱۹۸۸)
- قانون میل (۱۹۸۷)
- ماتادور (۱۹۸۶)
- عادت‌های تاریک (۱۹۸۳)
- هزارتوی شور (۱۹۸۲)
- پپی، لوسی، بوم (۱۹۸۰)